# Gaya tarijensis
Gaya tarijensis är en malvaväxtart som beskrevs av R. E. Fries. Gaya tarijensis ingår i släktet Gaya och familjen malvaväxter. Inga underarter finns listade i Catalogue of Life.